# Creal
Creal (in croato hrid Hripa) è un isolotto disabitato della Croazia situato a ovest dell'isola di Premuda.
Amministrativamente appartiene alla città di Zara, nella regione zaratina.

## Geografia
Creal si sviluppa parallelamente alla costa centro-occidentale di Premuda, da cui dista 360 m e chiude a nordovest il breve tratto di mare chiamato porto San Ciriaco (luka Krijal). Nel punto più ravvicinato, invece, dista dalla terraferma (punta Jurisnizza (rt Jurišnica), sulla costa dalmata) 41,3 km.
Creal è un isolotto di forma stretta e allungata, orientato in direzione nordovest-sudest che misura 320 m di lunghezza e 45 m di larghezza massima. Ha una superficie di 0,01197 km² e uno sviluppo costiero di 0,645 km. Al centro, raggiunge un'elevazione massima di 10 m s.l.m..

### Isole adiacenti
- Masarine (Kamenjak), isolotto allungato, situato 60 m circa a sudest di Creal.
- Plicca (Plitka Sika), scoglio situato 70 m a sudest di Masarine.
- Brasici (Bračići), coppia di scogli, il maggiore dei quali situato 320 m circa a sudest di Plicca.

### Cartografia
- (HR) Mappa topografica della Croazia 1:25000, su preglednik.arkod.hr.